# Jules Boes
Jules Boes, né le 27 mai 1927, à Mont-Saint-Amand, en Belgique et mort le 6 février 2016 à Gand, est un ancien joueur belge de basket-ball.